# Aglaoschema cyaneum
Aglaoschema cyaneum är en skalbaggsart som först beskrevs av Francis Polkinghorne Pascoe 1860.  Aglaoschema cyaneum ingår i släktet Aglaoschema och familjen långhorningar. Inga underarter finns listade i Catalogue of Life.